# Edge (worstelaar)
Adam Joseph Copeland (Orangeville, 30 oktober 1973), beter bekend onder zijn pseudoniem Edge, is een Canadees professioneel worstelaar en acteur die sinds de herfst van 2023 actief is in de All Elite Wrestling. Edge was eerder reeds lid van de federatie World Wrestling Entertainment van 1997 tot 2011 en van 2020 tot 2023. Nekklachten haalden Edge negen jaar uit roulatie. Hij is als acteur bekend van televisieseries als Haven en Vikings.
Edge is bekend als zevenvoudig winnaar en eeuwig recordhouder van het World Heavyweight Championship. In zijn eerste periode bij de WWE veroverde hij 31 kampioenschappen, waaronder 4 keer het WWE Championship en 7 keer het World Heavyweight Championship. Edge, bijgenaamd "The Rated-R Superstar", was in 2010 en 2021 winnaar van de Royal Rumble, is een 5-voudig WWE Intercontinental Champion, won één keer het WWE United States Championship en 14 keer het WWE World Tag Team Championship – nog steeds een record – waarvan de helft met Christian Cage. Edge was de 14e Triple Crown Champion en de 7e Grand Slam Champion in de geschiedenis. Hij was in 2005 de inaugurele winnaar van Money in the Bank en speelde in 2008 een hoofdrol bij het evenement WrestleMania XXIV, waar hij verloor van The Undertaker. Hij speelde de hoofdrol in tientallen pay-per-view-evenementen van WWE.
Edge liep in februari 2003 een ernstige nekblessure op en was een jaar inactief. Als gevolg van die blessure leed Edge jaren later aan een ruggenmergvernauwing (wervelkanaalstenose). Edge werd non-actief na het evenement WrestleMania XXVII, waar hij Alberto Del Rio versloeg om het World Heavyweight Championship. Edge nam op 11 april 2011 geëmotioneerd afscheid van de fans tijdens een aflevering van Monday Night Raw, vanwege de nekproblemen. Edge werd in 2012 opgenomen in de WWE Hall of Fame. Sindsdien vormde hij een komisch duo met Christian Cage. Hij gaf verschillende gastoptredens als niet-worstelaar tot januari 2020.
Op 26 januari 2020 keerde Edge terug als professioneel worstelaar bij het evenement Royal Rumble en tekende een nieuw driejarig contract bij WWE.
Edge verscheen daarnaast als acteur in de fantasyfilm Highlander: Endgame. In 2011 was Edge te zien in diverse shows als The Weakest Link, Mind of Mencia, Deal or No Deal en het sketchprogramma MADtv. Edge maakte in 2012 zijn debuut op het witte doek in een film van WWE Studios, Bending the Rules.

## Professionele worstelcarrière (1992-2011, 2020-heden)

### Beginjaren (1992-1997)
Een 18-jarige Adam Copeland debuteerde in 1992 en twee jaar later werd hij professioneel. Hij worstelde oorspronkelijk onder de ringnamen "Adam Impact", "Damon Striker" en "Sexton Hardcastle" voor onafhankelijke worstelorganisaties in Ontario en in de regio van de Grote Meren van de Verenigde Staten. Copeland kwam achtereenvolgens uit voor 'Pennsylvania Championship Wrestling', 'Border City Wrestling' en later de bekende World Championship Wrestling (WCW), alvorens in 1998 - bij de toenmalige World Wrestling Federation (WWF) - definitief de ringnaam Edge aan te nemen.
Copeland vormde in zijn beginjaren een tag team met Joe Legend als "Sex and Violence". Medio jaren '90 werkte Copeland voor promotor Tony Condello in Winnipeg, Manitoba als "Adam Impact". In 1997, toen Copeland reeds worstelde als "Sexton Hardcastle", werd het team "Sex and Violence" een grote worstelgroep toen Joe Legend, jeugdvriend Christian Cage, Zakk Wyld, Bill Skullion en Rhino Richards zich aansloten bij de groep. Later verscheen Copeland in het programma WCW Pro als "Damon Striker" en worstelde tegen Kevin Sullivan en Meng.

### World Wrestling Federation/Entertainment (1997-2011)

#### Debuut (1997-1998)
In 1996 werd Copeland benaderd om een testwedstrijd af te werken in de World Wrestling Federation (WWF). De Canadese worstelaar Bret Hart, die Copeland had zien worstelen, had niets dan lovende woorden en dit leidde tot een opleidingscontract in 1997. Op 10 november 1997 maakte Copeland zijn WWF-debuut als "Sexton Hardcastle", een dag nadat Bret Hart de federatie verliet. Tijdens een aflevering van WWF Shotgun Saturday Night worstelde hij tegen Christian Cage, zoals te zien is op Edge: A Decade of Decadence, een dvd uit 2008.
Bij het voltooien van zijn opleiding maakte Copeland zijn televisiebuut als "Edge" op 22 juni 1998, tijdens een aflevering van Raw is War. Zijn eerste televisiewedstrijd, tegen Jose Estrada Jr, eindigde met een count-out omdat hij Estrada's nek ernstig blesseerde. In zijn eerste pay-per-viewevenement, met name SummerSlam in augustus 1998, was hij de mysterieuze partner van Sable en ze versloegen Jacqueline en Marc Mero in een mixed tag team match.

#### The Brood, Ministry of Darkness en Edge & Christian (1998-2001)

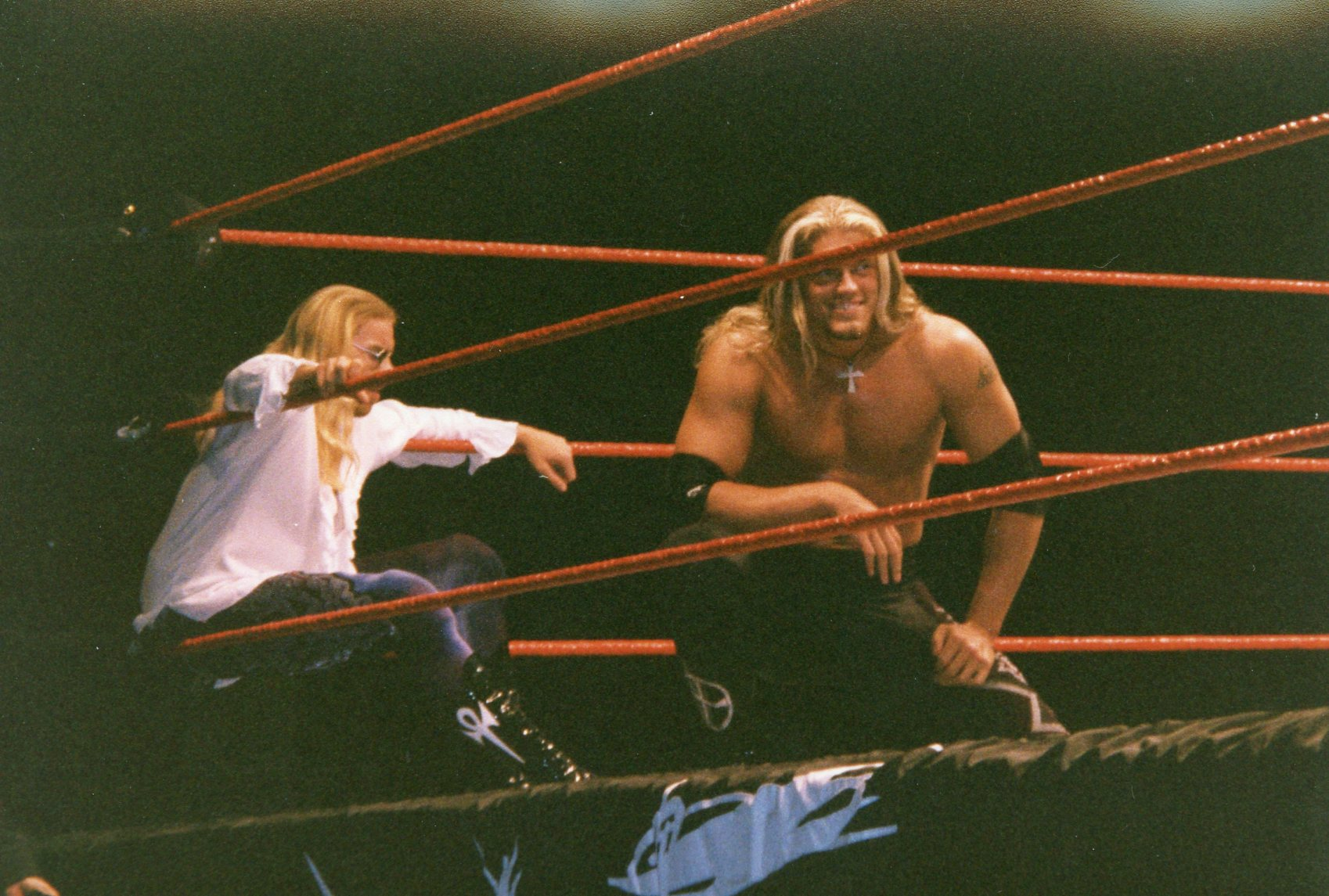
Christian Cage en Edge als The Brood in 1999

Edge belandde meteen in een verhaallijn naast David "Gangrel" Heath, die destijds een vampier speelde – genaamd Gangrel – die volgens de WWE-producenten en vertolker David Heath rechtstreeks was overgenomen uit het rollenspel Vampire: The Masquerade uit 1991. Christian Cage had Gangrel geïntroduceerd als de kayfabe broer van Edge. Uiteindelijk overtuigden Cage en Gangrel hem om zich bij hen aan te sluiten, waarmee The Brood het levenslicht zag. Later werd de groep (fictief) ontvoerd en vervolgens lid van “Ministry of Darkness”, de duistere groep van The Undertaker (worstelaar)The Undertaker. In mei 1999 verlieten ze "Ministry of Darkness" nadat Christian aangevallen werd door Ken Shamrock, opdat hij gedwongen zou worden de geheime locatie van de door The Undertaker ontvoerde Stephanie McMahon te onthullen.
Op 24 juli 1999 veroverde Edge zijn eerste titel, het WWF Intercontinental Championship, door Jeff Jarrett te verslaan bij een live-evenement (jargon: house show) in Toronto. Edge moest de titel echter weer afstaan aan Jarrett bij het evenement Fully Loaded. Later in het jaar 1999 waren Edge en Cage betrokken in een verhaallijn naast The Hardy Boyz (Matt & Jeff).
Al snel verraadde Gangrel hem en Cage en spande samen met "The Hardy Boyz" als "The New Brood", terwijl de originele "The Brood" werd ontbonden. Edge en Christian zegevierden in een Triangle ladder match, wat leidde tot het ontstaan van een Tables, Ladders and Chairs match. Ze versloegen "The Hardy Boyz" en The Dudley Boyz (Bubba Ray & D-Von) en veroverden het WWF World Tag Team Championship bij het evenementWrestleMania 2000.

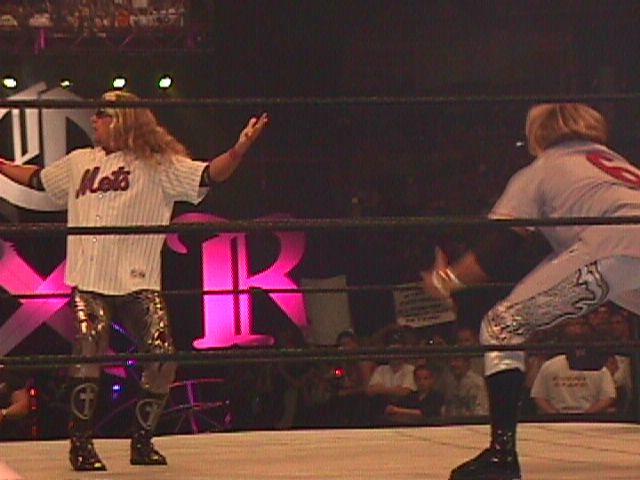
Edge (links) en Christian bij het evenement King of the Ring in 2000

Als gevolg van deze overwinning werden Edge en Christian een succesvol en schurkachtig tag team, dat later nog 6 keer het WWF Tag Team Championship zou winnen. Tijdens hun periode als team wonnen ze drie Tables, Ladders and Chairs matches tegen "The Hardy Boyz" en "The Dudley Boyz", waarvan de laatste twee bij het evenement SummerSlam in augustus 2000 en WrestleMania X-Seven in april 2001.
Edge en Christian moesten de titel weer afstaan aan "The Dudley Boyz" bij het evenement Royal Rumble in januari 2001. Edge en Christian waren niet in staat de titel te heroveren van "The Dudley Boyz" en Brothers of Destruction (The Undertaker & Kane) bij het evenement No Way Out, maar ze versloegen "The Dudley Boyz" en "The Hardy Boyz" uiteindelijk toch bij WrestleMania X-Seven.

#### WWF Intercontinental Championship en nekblessure (2001–2003)
Na zijn overwinning op het King of the Ring-toernooi in 2001 maakte Edge deel uit van The Invasion, een populaire verhaallijn, en werd een face ("fan favoriet"), omdat hij aan de kant stond van "Team WWF" en dus niet koos voor "Team Alliance" - een team van worstelaars uit de worstelpromoties World Championship Wrestling (WCW) en Extreme Championship Wrestling (ECW). Edge werd echter verraden door Christian Cage en ze vochten pittige duels uit om het WWF Intercontinental Championship van Edge, waardoor hun samenwerking werd stopgezet.
Edge moest de titel afstaan aan Cage bij het evenement Unforgiven, maar heroverde deze later weer van hem. Uiteindelijk moest Edge de titel doorgeven aan Test, maar kort daarna veroverde Edge het WCW United States Championship door Kurt Angle te verslaan. Hij veroverde het WWF Intercontinental Championship van Test bij het evenement Survivor Series. Edge verenigde deze titel met het WCW United States Championship, zodat dit kampioenschap werd opgeborgen vanwege de financiële overname van WCW door WWE.
In mei 2002 won Edge een "Hair vs. Hair"-wedstrijd van Kurt Angle bij het evenement Judgment Day, waardoor die laatste door Edge werd kaalgeschoren. Daarna vormde hij een duo met Rey Mysterio, maar verloor met hem een toernooifinale voor het nieuwe WWE Tag Team Championship tegen Chris Benoit en Kurt Angle bij het evenement No Mercy. Tijdens een aflevering van Friday Night SmackDown! op 5 november 2002 versloegen Edge en Mysterio uiteindelijk Benoit en Angle en veroverden zodoende de titel.
Edge en Mysterio moesten de titels in november 2002 doorgeven aan Eddie en Chavo Guerrero bij het evenement Survivor Series. Na dit verlies gingen Edge en Mysterio uit elkaar als tag team. Edge liep in februari 2003 een zware nekblessure op, waardoor hij verstek gaf voor het evenement No Way Out en stond meer dan een jaar aan de kant. Zijn laatste wedstrijd voor de blessure was er één tegen Charlie Haas op 11 februari 2003 in het programma SmackDown!. Edge verloor deze wedstrijd.

#### Terugkeer en Mr. Money in the Bank (2004–2005)

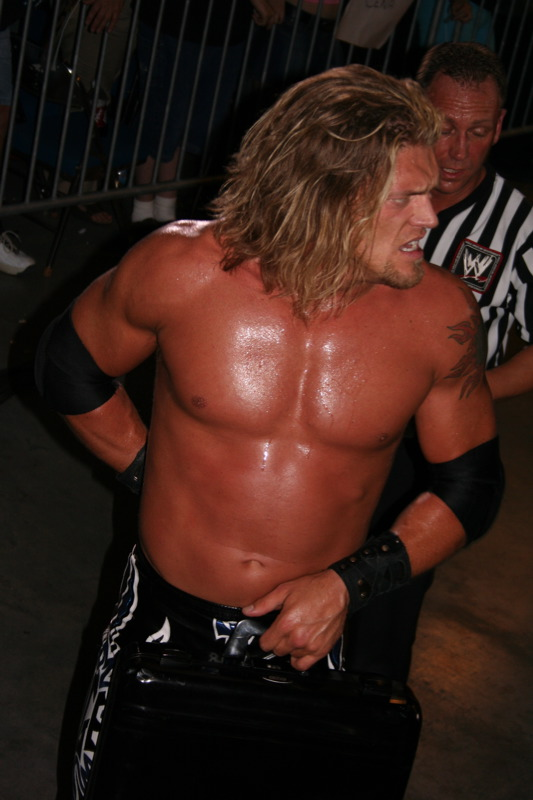
Edge met de Money in the Bank-koffer in 2005

In april 2004 maakte Edge zijn rentree na meer dan een jaar afwezigheid. Tijdens een aflevering van Monday Night Raw op 19 april 2004 won Edge samen met Chris Benoit het WWE World Tag Team Championship. Later moesten ze de titel afstaan, maar hun vriendschap bleef wel intact. Dat veranderde toen Edge het WWE Intercontinental Championship veroverde van Randy Orton bij het evenement Vengeance.
Edge moest de titel echter beschikbaar stellen door een liesblessure en verdween alweer van het scherm. Bij zijn volgende terugkeer was Edge geïnteresseerd in het World Heavyweight Championship, maar slaagde niet in zijn opzet. Edge verloor in januari 2005 een Elimination Chamber match voor het World Heavyweight Championship bij het evenement New Year's Revolution. Het kampioenschap ging uiteindelijk naar Triple H. Edge won de allereerste Money in the Bank ladder match in maart 2005, met name bij WrestleMania 21, en was daardoor in het bezit van een (toen) zwarte Money in the Bank-koffer. Edge mocht deze koffer tot de volgende editie van WrestleMania gebruiken voor een kans op het World Heavyweight Championship.

#### Ruzies met Kane en Matt Hardy (2005–2006)
Edge had vanaf de lente van 2005 een (kayfabe) relatie met worstelaarster Amy Dumas (Lita) en startte een verhaallijn naast Matt Hardy, die ook een korte affaire had met Lita. Volgens de verhaallijn vormde Edge een paar met Lita, die haar man Kane zodoende op grote schaal bedroog. Dit leidde tot een zogeheten "Stretcher"-wedstrijd ("brancard") tussen Edge en Kane, waarbij Edge zegevierde. Tijdens een aflevering van Monday Night Raw op 11 juli 2005 werd een wedstrijd tussen Edge en Kane verstoord door Matt Hardy, die zijn rentree maakte.
Hardy begon opnieuw te bikkelen met Edge en dat leidde tot een confrontatie bij het evenement SummerSlam in augustus 2005, die Edge winnend afsloot. Hun verhaallijn bereikte zijn hoogtepunt bij het evenement Homecoming - een special van Raw - op 3 oktober 2005, maar tijdens de wedstrijd liep Edge een borstspierblessure op en daardoor was hij wekenlang out. Gedurende zijn inactiviteit presenteerde Edge met The Cutting Edge een talkshow in het programma Raw en kreeg met "The Rated-R Superstar" een bijnaam. Edge startte via de talkshow een verhaallijn naast Ric Flair, wat resulteerde in een wedstrijd voor het WWE Intercontinental Championship van Flair bij het evenement New Year's Revolution, waar hij verloor.

#### WWE Championship (2006)

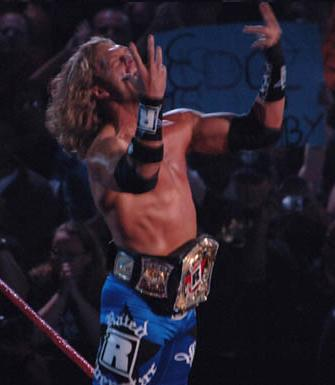
Edge met zijn persoonlijke WWE Championship-riem

Na zijn verlies tegen Ric Flair bij het evenement New Year's Revolution veroverde Edge later op de avond voor het eerst in zijn carrière het WWE Championship met een overwinning tegen John Cena omdat hij de Money in the Bank-koffer had ingediend. Cena had pas een Elimination Chamber match gewonnen. Dit was het begin van een lange rivaliteit tussen Edge en Cena. Drie weken later, bij het evenement Royal Rumble, verloor Edge de titel aan Cena.
Later misliep Edge een herkansing en was boos op gastscheidsrechter Mick Foley. Ze konden elkaar niet luchten tot het evenement WrestleMania 22 in april 2006, waar hij Foley versloeg in een legendarische Hardcore match. Edge en Foley belandden op een brandende tafel, met als resultaat dat Edge tweedegraads brandwonden opliep. Vervolgens begon hij Cena uit te dagen voor een wedstrijd om het WWE Championship die plaatsvond bij het evenement Backlash, waarbij ook Triple H betrokken was. Cena versloeg Triple H, waardoor ook Edge het kampioenschap kon vergeten.
Edge slaagde er bij het evenement Vengeance niet in de titel over te nemen van Rob Van Dam. Twee weken later veroverde Edge voor de tweede keer het WWE Championship nadat hij kampioen Van Dam en Cena versloeg. Een dag na SummerSlam toonde Edge zijn persoonlijke WWE Championship-riem aan het publiek. Er volgde een Tables, Ladders and Chairs match tussen Edge en Cena bij het evenement Unforgiven in september 2006, maar hij verloor.

#### Rated-RKO (2006–2007)

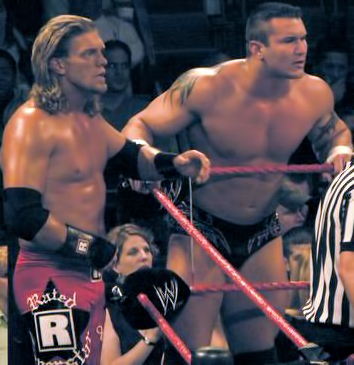
Edge met Randy Orton als Rated-RKO

Tijdens een aflevering van Monday Night Raw op 22 oktober 2006 verloor Edge zijn "laatste kans" op het WWE Championship door een steel cage match te verliezen tegen John Cena, niet het minst omdat D-Generation X (Triple H & Shawn Michaels) hem de overwinning kostte. Edge spande met Randy Orton samen als "Rated-RKO", een woordspeling op de bijnaam van Edge en de afwerkingsbeweging van Orton. "Rated-RKO" was het eerste team dat "D-Generation X" kon verslaan sinds hun terugkeer in juni 2006.
"Rated-RKO" was het dominerende team en veroverde het WWE World Tag Team Championship van Ric Flair en Roddy Piper tijdens een uitzending van Monday Night Raw in het Engelse Manchester op 13 november 2006. Orton en Edge vestigden hun aandacht op D-Generation X (Triple H & Shawn Michaels) bij het evenement Survivor Series in november 2006. Een traditionele Survivor Series 5-tegen-5 eliminatiewedstrijd. Team DX nam het op tegen Team Rated-RKO. Team DX bestond uit CM Punk en The Hardy Boyz (Jeff en Matt Hardy). Orton en Edge konden rekenen op de steun van John Morrison ("Johnny Nitro"), Gregory Helms en Mike Knox. Ze verloren deze wedstrijd.
Edge en Orton moesten de titels in januari 2007 doorgeven aan Shawn Michaels en John Cena, die na het evenement New Year's Revolution de zwaar geblesseerde Triple H verving. Edge en Orton verloren daarna meermaals van Michaels en Cena. In april 2007, na een verloren WWE Championship-wedstrijd tegen Michaels, Orton en winnaar Cena bij het evenement Backlash, werd "Rated-RKO" definitief ontbonden.

#### "La Familia" en World Heavyweight Championship (2007–2009)
Tijdens een aflevering van Monday Night Raw op 7 mei 2007 klopte hij Mr. Kennedy en bemachtigde opnieuw de Money in the Bank-koffer. Per vooraf bepaalde stipulatie speelde Kennedy de koffer kwijt aan Edge. Tijdens een aflevering van Friday Night SmackDown! op 8 mei 2007 diende Edge de koffer in, versloeg The Undertaker en veroverde het World Heavyweight Championship. In november 2007, bij het evenement Survivor Series, verstoorde Edge de Hell in a Cell match tussen Batista en The Undertaker. Edge en Vickie Guerrero begonnen een relatie.
Edge veroverde het World Heavyweight Championship bij het evenement Armageddon in december 2007, door The Undertaker en Batista te verslaan. Tijdens de wedstrijd werden Batista en The Undertaker afgeleid door look-alikes van Edge, meer bepaald The Major Brothers (Curt Hawkins & Zack Ryder). Edge vormde tevens een alliantie met Chavo Guerrero, neef van Vickie Guerrero, nadat hij Chavo hielp om het ECW Championship te veroveren van CM Punk. Edge, Vickie, Chavo, Hawkins en Ryder vormden samen "La Familia". Tijdens een aflevering van SmackDown! op Valentijnsdag 2008 stelde Edge aan Vickie voor om zich te verloven en ze accepteerde.

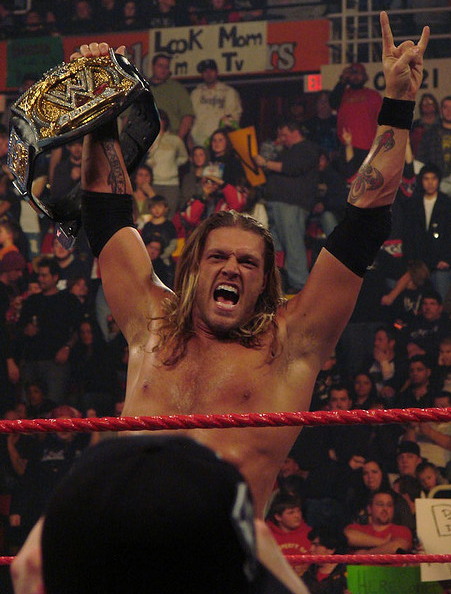
Edge viert zijn laatste WWE Championship in 2008

Edge moest de titel afstaan aan The Undertaker bij WrestleMania XXIV en bij het evenement Backlash faalde hij de titel te heroveren. Na de wedstrijd stelde Vickie de titel (fictief) vacant omdat The Undertaker een illegale wurggreep toepaste, namelijk Gogoplata Hell's Gate. Edge won een Tables, Ladders and Chairs match van The Undertaker bij het evenement One Night Stand en veroverde de vacante titel. Tijdens een aflevering van Raw op 30 juni 2008 moest Edge de titel afstaan aan CM Punk, waarna Edge zwaar gefrustreerd raakte. Het huwelijk met Vickie Guerrero ging als dusdanig niet door. Later besloot Edge om toch te trouwen met Vickie, maar Triple H toonde vervolgens een filmpje waarin Edge haar bedroog met Alicia Fox.
Tussendoor won Edge een titelwedstrijd van Triple H bij het evenement The Great American Bash en veroverde het WWE Championship. Hij moest de titel weer afstaan aan The Undertaker bij het evenement SummerSlam in een Hell in a Cell match. In de aanloop naar SummerSlam keerde Edge zich tegen "La Familia", maar werd bij het evenement door "La Familia" door het ringplatform gegooid.
Edge keerde terug bij het evenement Survivor Series in november 2008 en veroverde het WWE Championship door kampioen Triple H en Vladimir Kozlov te verslaan. Edge verving Jeff Hardy, die niet in staat was om te worstelen voor deze wedstrijd. Edge moest de titel doorgeven aan Hardy bij het evenement Armageddon in december 2008, waar Triple H de derde deelnemer was.
Edge heroverde het kampioenschap van Jeff Hardy bij het evenement Royal Rumble door toedoen van diens broer Matt, maar moest de titel afstaan nadat hij geëlimineerd werd door Jeff Hardy en als zodanig de titel werd veroverd door Triple H in een Raw Elimination Chamber match bij het evenement No Way Out. Later op de avond veroverde Edge het World Heavyweight Championship nadat hij zich de sterkste toonde in een SmackDown Elimination Chamber match. In april 2009, bij WrestleMania XXV, moest hij de titel afstaan aan John Cena. Edge klopte Cena bij het evenement Backlash in een "Last Man Standing"-wedstrijd. Edge werd verslagen door Jeff Hardy bij het evenement Extreme Rules in een ladder match.

#### Recordhouder World Heavyweight Championship (2009–2011)

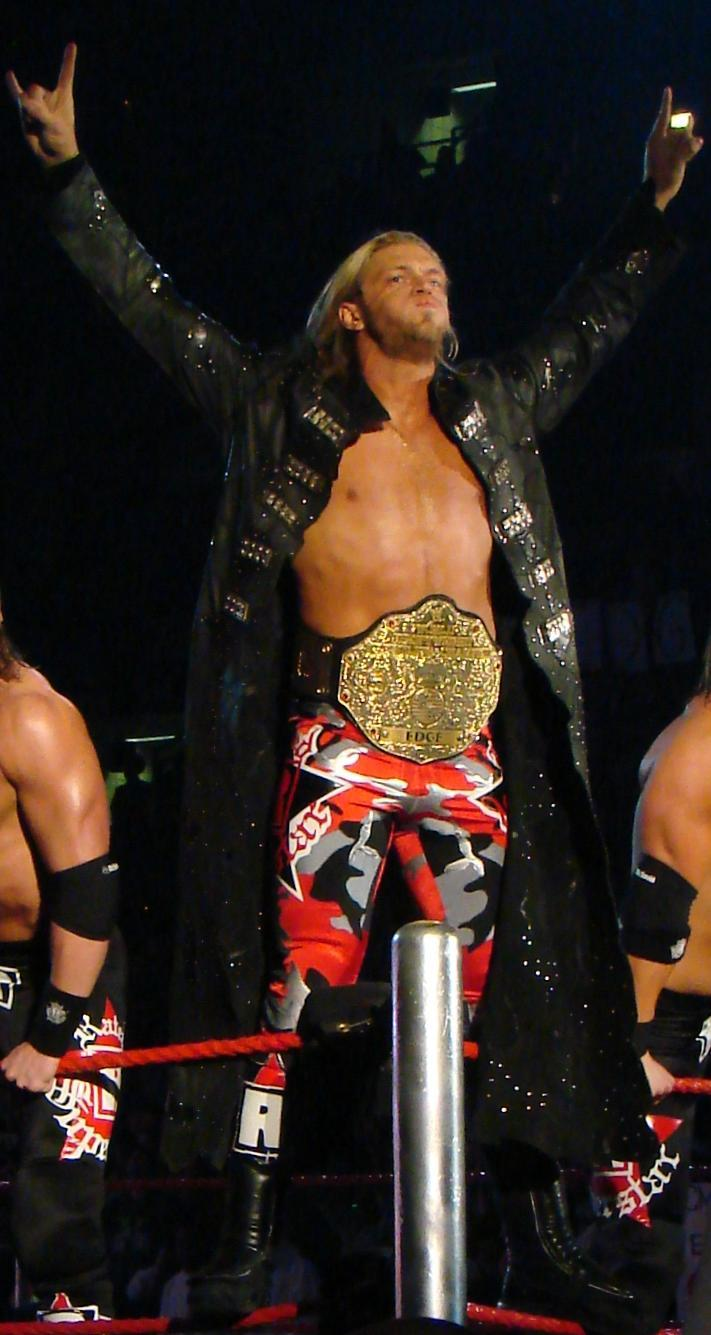
Edge als World Heavyweight Champion in 2008

In juni 2009 veroverde Edge samen met Chris Jericho het Unified WWE Tag Team Championship, maar algauw liep Edge een zware rugblessure op en stond maandenlang op non-actief. Als gevolg van deze blessure kon Edge de titel niet meer verdedigen en Jericho verving hem door Big Show, waardoor het team Jeri-Show ontstond. Na een inactiviteit van 7 maanden maakte Edge zijn rentree bij het evenement Royal Rumble als 29e deelnemer in de traditionele 'Royal Rumble' en won die wedstrijd door John Cena, de laatst overgebleven deelnemer, te elimineren. Op 28 maart 2010 werd Edge verslagen door titelverdediger Jericho bij WrestleMania XXVI in een wedstrijd om het World Heavyweight Championship.
Edge had nadien geen noemenswaardige wedstrijden tot hij in december 2010, bij het evenement TLC: Tables, Ladders & Chairs, prompt de maat nam van Kane, Alberto Del Rio en Rey Mysterio in een Tables, Ladders and Chairs match en voor de 6e keer het World Heavyweight Championship op zijn naam schreef - dan alreeds een record.
Edge versloeg Dolph Ziggler bij het evenement Royal Rumble in januari 2011, waardoor hij titelhouder bleef. Tijdens de 600e aflevering van Friday Night SmackDown! in februari 2011 moest Edge de titel even afstaan aan Ziggler, maar men plande nog dezelfde avond een herkansing die Edge verzilverde. Edge veroverde het kampioenschap voor de 7e en laatste keer, waarmee hij zijn eigen record verbeterde.

#### Eerste afscheid, WWE Hall of Fame en tijdelijke rol (2011-2020)
Edge verdedigde op 3 april 2011 met succes het World Heavyweight Championship tegen Alberto Del Rio bij het evenement WrestleMania XXVII. Tijdens een aflevering van Monday Night Raw op 11 april 2011 kondigde een 38-jarige Edge verrassend zijn pensioen aan omdat hij negatief doktersadvies had gekregen in verband met een nekwervel- en ruggengraatverklemming oftewel wervelkanaalstenose.
Edge maakte zijn opwachting bij het evenement Extreme Rules om Christian Cage in de ring te huldigen toen zijn beste vriend het vacante World Heavyweight Championship had veroverd tegen Alberto Del Rio in een bewogen Ladder match. Tijdens een aflevering van Friday Night SmackDown! op 16 september 2011, in zijn thuisplaats Toronto, presenteerde Edge als vanouds zijn praatprogramma The Cutting Edge, waarin Mark Henry en toenmalig World Heavyweight Champion Randy Orton te gast waren. Na de uitzending volgde een 'waarderingsfeest' voor Edge, als eerbetoon aan zijn carrière.
Tijdens een aflevering van Raw op 9 januari 2012 werd Edge opgenomen in de WWE Hall of Fame door zijn vriend Christian Cage.
Tussen april 2011 en januari 2020 maakte Edge verschillende malen zijn opwachting voor WWE als niet-worstelaar, vanaf 2015 steeds vaker aan de zijde van zijn gestopte vriend Christian Cage. Ze presenteerden samen een komisch programma op de betaalzender WWE Network. Dat programma heette The Edge and Christian Show That Totally Reeks of Awesomeness  en werd voor het eerst uitgezonden op 21 februari 2016. In april 2017 werd zijn echtgenote Beth Phoenix opgenomen in de WWE Hall of Fame. Edge en Beth Phoenix werden daarmee het eerste echtpaar in de WWE Hall of Fame.

### Terugkeer naar de WWE als worstelaar (2020-2023)

#### Ruzie met Randy Orton (2020)
Op 26 januari 2020 keerde een 46-jarige Edge terug als professioneel worstelaar bij de WWE bij de jaarlijkse Royal Rumble match, als 21e deelnemer van 30. Roman Reigns schakelde hem uit. De WWE maakte bekend dat Edge een nieuw driejarig contract had getekend als worstelaar. Een dag na zijn terugkeer werd hij aangevallen door zijn voormalige tag team-partner Randy Orton, die hij had geëlimineerd uit de Royal Rumble. Edge versloeg Randy Orton op 5 april 2020, en dan met name bij het evenement WrestleMania 36.
De plannen die WWE had met de verhaallijn tussen Edge en Orton moesten uiteindelijk worden aangepast wegens de coronacrisis in de Verenigde Staten. De terugkeer van Edge als worstelaar, eind januari 2020, werd naar goede gewoonte nog bijgewoond door tienduizenden fans. In februari 2020 werd Edge kayfabe geblesseerd door Orton, waarna Edge' echtgenote Beth Phoenix de confrontatie aanging met Orton. Vanaf maart 2020 ging hun emotionele verhaallijn verder zonder dat de fans deze live konden bijwonen. Op 14 juni 2020, bij het evenement Backlash, nam Orton revanche voor de nederlaag tegen Edge bij WrestleMania 36. De wedstrijd werd gepromoot als de "Greatest Wrestling Match Ever". Na het evenement Backlash was Edge weer vier tot acht maanden out met een gescheurde triceps.

#### Tweevoudig Royal Rumble-winnaar (2021-2022)
In januari 2021 keerde Edge terug uit blessure en op 31 januari 2021 won hij voor de tweede maal in zijn loopbaan de Royal Rumble, bij het gelijknamig evenement. Hij nam van bij de start van de wedstrijd deel, evenals Randy Orton (28 anderen komen er om de anderhalve minuut bij), en elimineerde Orton als laatste. Zijn overwinning was voorts de dag waarop zijn beste vriend Christian Cage na zes jaar terugkeerde uit pensioen en deelnam aan de Rumble.

### All Elite Wrestling (2023-heden)
Op 18 augustus 2023 had Edge zijn laatste match in de promotie World Wrestling Entertainment (waarin hij Sheamus versloeg in het programma Friday Night SmackDown), alvorens in september 2023 zijn loopbaan elders verder te zetten en bij de promotie All Elite Wrestling te tekenen. Daar maakte hij begin oktober 2023 zijn debuut bij het evenement WrestleDream waarbij hij aanvankelijk leek te zullen herenigd worden met Christian Cage. Echter, hij sloot zich aan bij diens rivaal Darby Allin nadat deze door Christian was verslagen voor het TNT Championship in een Two out of three falls match.

## In het worstelen
- Finishers
  - Spear

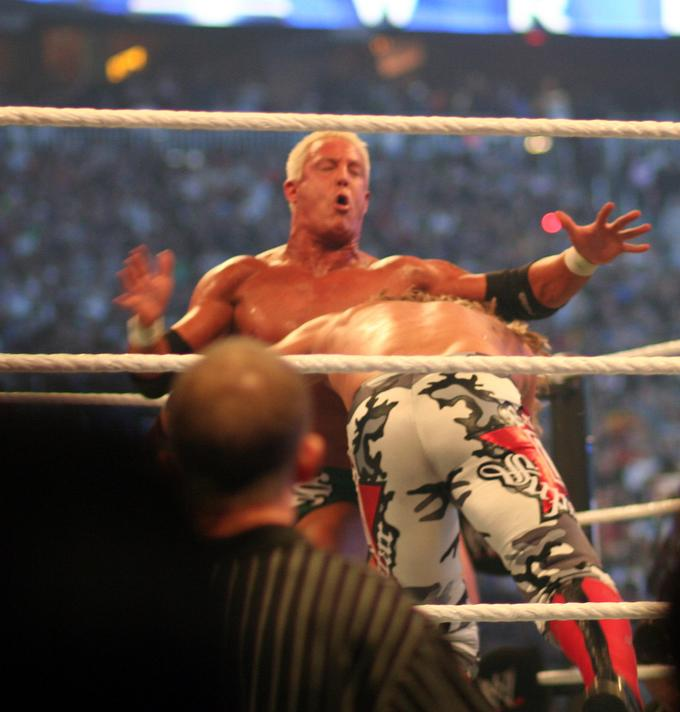
Edge met de Spear

  - Edgecution / Concussion On Delivery / Buzzkiller (lifting DDT)
  - Downward Spiral (reverse STO) - 1999
  - Edgecator (Sharpshooter)
  - Edge-O-Matic (Sit-out Facebuster)
- Meest gebruikte bewegingen
  - Half nelson bulldog
  - Electric chair bomb
  - Flapjack
  - Missile dropkick
  - One man con-chair-to
  - Spinning heel-kick
  - Crossbody
- Managers
  - Johnny Bradford
  - Gangrel
  - Lita
  - Terri Runnels
  - Judd the Studd
- Bijnamen
  - Edgevis
  - The King
  - Mr. Money in the Bank
  - "The Rated R Superstar"
- Themamuziek
  - Edge's themamuziek in zijn laatste professionele jaren was "Metalingus" door Alter Bridge, maar van 2001 tot 2003 was dat "Never Gonna Stop The Red, Red Kroovy" door Rob Zombie en daarvóór gebruikte hij twee door de WWF geproducete tracks die "You Think You Know Me" en "On the Edge" heetten.

## Prestaties
- Insane Championship Wrestling

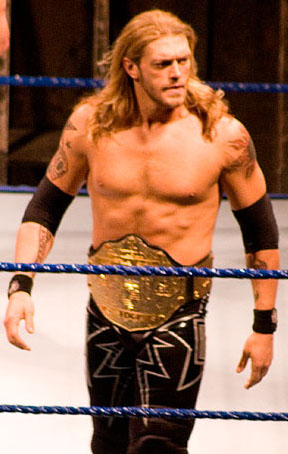
Edge als World Heavyweight Champion

  - ICW/MWCW Mid-West Unified Tag Team Championship (1x: met Psycho Joe Sampson)
  - ICW Streetfight Tag Team Championship (2x: met Christian Cage)
- Outlaw Championship Wrestling
  - OCW Tag Team Championship (1x: met Psycho Joe Sampson)
- Pro Wrestling Illustrated
  - PWI Match of the Year (1x: 2000met Christian vs. Hardy Boyz vs. Dudley Boyz in een Triangle ladder match bij WrestleMania 2000))
  - PWI Most Improved Wrestler of the Year (1x: 2001)
  - PWI Match of the Year (1: 2001met Christian vs. Hardy Boyz vs. Dudley Boyz in een Tables, Ladders and Chairs match bij WrestleMania X-Seven))
  - PWI Comeback of the Year (1x: 2004)
  - PWI Feud of the Year (1x: 2005) met Lita vs. Matt Hardy)
- Southern States Wrestling
  - SSW Tag Team Championship (1x: met Christian Cage)
- WWF/E
  - WWE Championship (4x)
  - WWE World Heavyweight Championship (7x: recordhouder)
  - WWE Intercontinental Championship (5x)
  - WCW United States Championship (1x)
  - WWE World Tag Team Championship (12x: 7x met Christian, 2x met Chris Benoit, 1x met Hulk Hogan, 1x met Randy Orton en 1x met Chris Jericho)
  - WWE Tag Team Championship (2x: 1x met Rey Mysterio en 1x met Chris Jericho)
  - King of the Ring (2001)
  - Money in the Bank ladder match (2005 en 2007)
  - Royal Rumble (2010 en 2021)
  - Grand Slam Championship (7e)
  - Triple Crown Championship (14e)
  - WWE Hall of Fame (Class of 2012)
  - Slammy Award
    - "Couple of the Year" (1x: 2009), met Vickie Guerrero)
    - "Oh Snap" Meltdown of the Year" (1x: 2010)
- Wrestling Observer Newsletter
  - Tag Team van het Jaar (1x: 2000 met Christian)
  - Match van het Jaar (1x: 2002 met Rey Mysterio vs. Kurt Angle en Chris Benoit bij het evenement No Mercy)

## Top-10 hoogst gequoteerde wedstrijden
Hieronder volgt een lijst op basis van beoordelingen van wedstrijden van Edge door journalist Dave Meltzer van Wrestling Observer Newsletter, het hoogst aangeschreven tijdschrift over professioneel worstelen ter wereld:
| Evenement                                    | Datum             | Kampioenschap (optioneel)                            | Wedstrijd | Winnaar                          | Beoordeling door WON |
| -------------------------------------------- | ----------------- | ---------------------------------------------------- | --- | -------------------------------- | -------------------- |
| WrestleMania 17                              | 1 april 2001      | WWF World Tag Team Championship                      | Dudley Boyz (Bubba Ray Dudley & D-Von Dudley) (c) vs. Edge and Christian (Edge & Christian) vs. The Hardy Boyz (Jeff Hardy & Matt Hardy) in een Tables, Ladders and Chairs Three Way match                        | Edge and Christian (nc)          | **** ¾               |
| WWE Friday Night SmackDown! (aflevering 93)  | 24 mei 2001       | WWF World Tag Team Championship                      | Chris Jericho & Chris Benoit (c) vs. Dudley Boyz (Bubba Ray Dudley & D-Von Dudley) vs. Edge and Christian (Edge & Christian) vs. The Hardy Boyz (Jeff Hardy & Matt Hardy) in een Tables, Ladders and Chairs match | Chris Jericho & Chris Benoit (c) | **** ¾               |
| WWE No Mercy 2002                            | 20 oktober 2002   | WWE Tag Team Championship (vacant wegens inaugureel) | Rey Mysterio & Edge vs. Kurt Angle & Chris Benoit | Kurt Angle & Chris Benoit (nc)   | **** ¾               |
| WWE Crown Jewel 2021                         | 21 oktober 2021   | n.v.t.                                               | Edge vs. Seth Rollins in een Hell in a Cell match | Edge                             | **** ¾               |
| WWF No Mercy 1999                            | 17 oktober 1999   | n.v.t.                                               | Edge and Christian (Edge & Christian) vs. The New Brood (Jeff Hardy & Matt Hardy) | The New Brood                    | **** ½               |
| WWF SummerSlam 2000                          | 27 augustus 2000  | WWF World Tag Team Championship                      | Edge and Christian (Edge & Christian) (c) vs. Dudley Boyz (Bubba Ray Dudley & D-Von Dudley) vs. The Hardy Boyz (Jeff Hardy & Matt Hardy) in een Tables, Ladders and Chairs match                                  | Edge and Christian (c)           | **** ½               |
| WWE Judgment Day 2002                        | 19 mei 2002       | n.v.t.                                               | Edge vs. Kurt Angle | Edge                             | **** ½               |
| WWE Friday Night SmackDown! (aflevering 163) | 26 september 2002 | n.v.t.                                               | Edge vs. Eddie Guerrero | Edge                             | **** ½               |
| WWE Friday Night SmackDown! (aflevering 173) | 5 december 2002   | n.v.t.                                               | Edge vs. Chris Benoit vs. Eddie Guerrero vs. Kurt Angle | Kurt Angle                       | **** ½               |
| WrestleMania 21                              | 3 april 2005      | n.v.t.                                               | Edge vs. Chris Benoit vs. Chris Jericho vs. Christian vs. Kane vs. Shelton Benjamin in een Money in the Bank Ladder Match                                                                                         | Edge                             | **** ½               |

## Persoonlijk leven
Als tiener verscheen Copeland bij WrestleMania VI als toeschouwer en zag Hulk Hogan verliezen van The Ultimate Warrior. Hij sprak dat de wedstrijd tussen Hogan en Warrior hem deed dromen van een worstelcarrière. In zijn middelbareschooltijd werd Copeland prompt omschreven als "most likely to win the WWF World Heavyweight Championship." ("zal meer dan waarschijnlijk ooit het WWF World Heavyweight Championship winnen"). In 2000 maakte hij een cameoverschijning in de film Highlander: Endgame, en wordt op de aftiteling vermeld als "Road Bandit".
Copelands autobiografie, getiteld "Adam Copeland On Edge", werd gepubliceerd op 4 november 2004. Hij is de tweede WWE-worstelaar na Mick Foley die zijn autobiografie in hoogsteigen persoon schreef, zonder gebruik te maken van een ghostwriter. Per toeval schreef Foley het voorwoord.
Copeland was eerst getrouwd met Alanah Morley, zus van professioneel worstelaar Val Venis, maar het paar scheidde in 2004. Hij ontmoette toen Lisa Ortiz en trouwde met haar in oktober 2004. Vervolgens had Copeland een affaire met professioneel worstelaarster Amy Dumas (Lita) in december 2004. Copeland scheidde van Ortiz in november 2005. Sindsdien had Copeland een relatie met professioneel worstelaarster Beth Phoenix en kreeg ook twee dochters, Lyric en Ruby, met haar. Ze trouwden op 30 oktober 2016. Copeland werd toen 43 jaar.
Copeland had een zichtbare tatoeage op zijn bovenarm van een haai die zijn arm aanspant, die leek op de hoofdrolspelers in de cartoon "Street Sharks". Hij liet deze later bedekken met een tatoeage van een zon.